# Sarò con te (singolo)
Sarò con te è un singolo del collettivo italiano SLF e del rapper italiano Geolier, pubblicato il 3 maggio 2024.

## Descrizione
Il brano è stato realizzato per il film documentario omonimo, il quale narra la vittoria del terzo scudetto della SSC Napoli.
Musicalmente il brano è composto con un tempo andante di 100 battiti per minuto e in tonalità di Si bemolle minore.

## Video musicale
Il video musicale del brano è stato reso disponibile in concomitanza del lancio del singolo sul canale YouTube della Warner Music Italy.

## Tracce
Testi di Alessandro Arena, Antonio Lago, Emanuele Palumbo, Marcello Valerio, Valerio Apice, musiche di Antonio Lago, Gennaro Petito, Nicola Vignola, Simone Deledda.
1. Sarò con te (Original Soundtrack) – 4:33

## Classifiche
| Classifica (2024) | Posizione massima |
| ----------------- | ----------------- |
| Italia            | 51                |